# Nikolaj Zubarev
Nikolaj Michajlovič Zubarev (in russo Николай Михайлович Зубарев?; Mosca, 10 gennaio 1894 – Mosca, 1º gennaio 1951) è stato uno scacchista russo.

## Principali risultati
Nel 1915 vinse il torneo di Mosca davanti a Pëtr Jurdanskij. Vinse il Campionato di Mosca nel 1927 e 1930.
Nel 1925 partecipò al Torneo internazionale di Mosca, vinto da Efim Bogoljubov, terminando all'ultimo posto con 4,5 punti su 20 partite.
Dal 1920 al 1933 partecipò a diversi Campionati sovietici, ottenendo il miglior risultato con il 4º posto nel 6º campionato sovietico ad Odessa nel 1929.